# Ewa Polak-Pałkiewicz
Ewa Polak-Pałkiewicz – polska publicystka katolicka i konserwatywna, autorka wywiadu-rzeki z premierem Janem Olszewskim pt. „Prosto w oczy”. Publikuje m.in. w "Gazecie Polskiej", "Nowym Państwie" i "Zawsze wiernych". W przeszłości publikowała w "Arcanach", "Powściągliwości i Pracy", "Niedzieli", "Źródle", "Rzeczpospolitej" i "Christianitas". 
Jest autorką następujących książek:
- „Kobieta z twarzą: szkice o życiu, o śmierci i o miłości” (2005)
- „Patrząc na kobiety” (2012), Wydawnictwo Sióstr Loretanek.
- "Rycerze wielkiej sprawy" (2015)
- "Powrót pańskiej Polski" (2016)
- "Czego chcą od nas biedni Niemcy" (2017)
- "Bitwa o Gietrzwałd. Tryumf Królowej" (2018)
- "Café Katedra. Szkice o rewolucji w Kościele" (2019)
- "Ukraina, gdzie to jest? Dziennik roku wojny" (2023)